# Dion (Vorname)
Dion ist ein männlicher Vorname.

## Herkunft und Bedeutung
Der Name ist vor allem in Griechenland, Frankreich und Albanien verbreitet. Dion ist die Kurzform von Dionysos, dem griechischen Gott des Weines und der Ekstase.

## Namenstag
- 9. Oktober (Dionysius von Paris)

## Namensträger
- Dion von Neapel, griechischer Mathematiker aus Neapel
- Dion von Syrakus (409 v. Chr.–354 v. Chr.), antiker griechischer Politiker
- Dion von Alexandria († 57 v. Chr.), alexandrinischer Philosoph
- Dion Chrysostomos (auch Dion von Prusa; nach 40–vor 120), antiker griechischer Redner, Schriftsteller und Philosoph
- Dion Beebe (* 1968), australischer Kameramann
- Dion Beljo (* 2002), kroatischer Fußballspieler
- Dion Boucicault (1820?–1890), irisch-US-amerikanischer Dramatiker, Schriftsteller und Schauspieler
- Dion Cools (* 1996), malaysisch-belgischer Fußballspieler
- Dion DiMucci (* 1939), US-amerikanischer Sänger
- Dion Esajas (* 1980), niederländischer Fußballspieler
- Dion Dublin (* 1969), englischer Fußballspieler
- Dion Fortune (Pseudonym von Violet Mary Firth; 1890–1946), walisische Okkultistin
- Dion Frazer (* 1981), belizischer Fußballspieler
- Dion Lopy (* 2002), senegalesischer Fußballspieler
- Dion Martinez (1837–1928), kubanisch-amerikanischer Schachmeister
- Dion Parson (* 1967), US-amerikanischer Jazzmusiker
- Dion Phaneuf (* 1985), kanadischer Eishockeyspieler
- Dion Waiters (* 1991), amerikanischer Basketballspieler
- Ronald Dion DeSantis (* 1978), US-amerikanischer Politiker, siehe Ron DeSantis